# European-American Center for International Education

European-American Center for International Education (Eur-AM Center) est un nouveau programme d’études à l’étranger de l'University of Southern Mississippi. 

## Description
Cette université avec ses quinze mille étudiants est le plus grand centre universitaire de l’État avec un budget annuel de 230 millions de dollars. Elle a mis au point vingt-huit programmes d’études à l’étranger dont le principal est basé à Londres.
Après 18 mois de négociations, la vente de l'abbaye de Pontlevoy a été signée le 5 février 2010 à Blois par le marquis Charles Antoine de Vibraye au bénéfice de l’université de Southern Mississippi. Le directeur de Pontlevoy est maintenant le professeur Douglas Macaman. Une réception, accompagnée de nombreux discours a eu lieu après la signature au Conseil Général de Blois.
Des travaux importants vont d’abord être entrepris : mise en conformité, sécurité, accès aux handicapes, réparations intérieures et extérieures, création d’une salle de projection et d’une cuisine moderne, etc., afin de recevoir à chaque stage quelque 80 étudiants. Des subventions des collectivités publiques aideront ces travaux.
Ce centre offrira des programmes d’études pour les étudiants américains désirant travailler en France mais aussi des programmes d’apprentissage des langues destinés aux étudiants français et étrangers, des programmes de formation en informatique et sur Internet ainsi que des programmes de musique et d’art.
Pour ce faire, l’abbaye sera mise en conformité pour accueillir les étudiants : sécurité incendie, accès aux handicapés, réparations des toitures et des murs extérieurs, réparations des salles de classe et des dortoirs, cuisine moderne, salle de projection avec vidéo et cinéma, mise aux normes de l’électricité du chauffage et de la climatisation.
The European American Center for International Education (The Eur-Am Center) vient d'ouvrir au public son centre d'accueil à l'abbaye de Pontlevoy (Loir-et-Cher). Le centre d'accueil fournit des renseignements à propos de l'abbaye, du village de Pontlevoy (entre Blois et Montrichard) et de la région en général. Le jardin peut être visité librement ou en compagnie d'un guide. L'abbaye propose des spectacles de danse contemporaine, de musique classique, du théâtre, des programmes éducatifs, des conférences, des expositions d'art et des hébergements.